# エレオノラハヤブサ

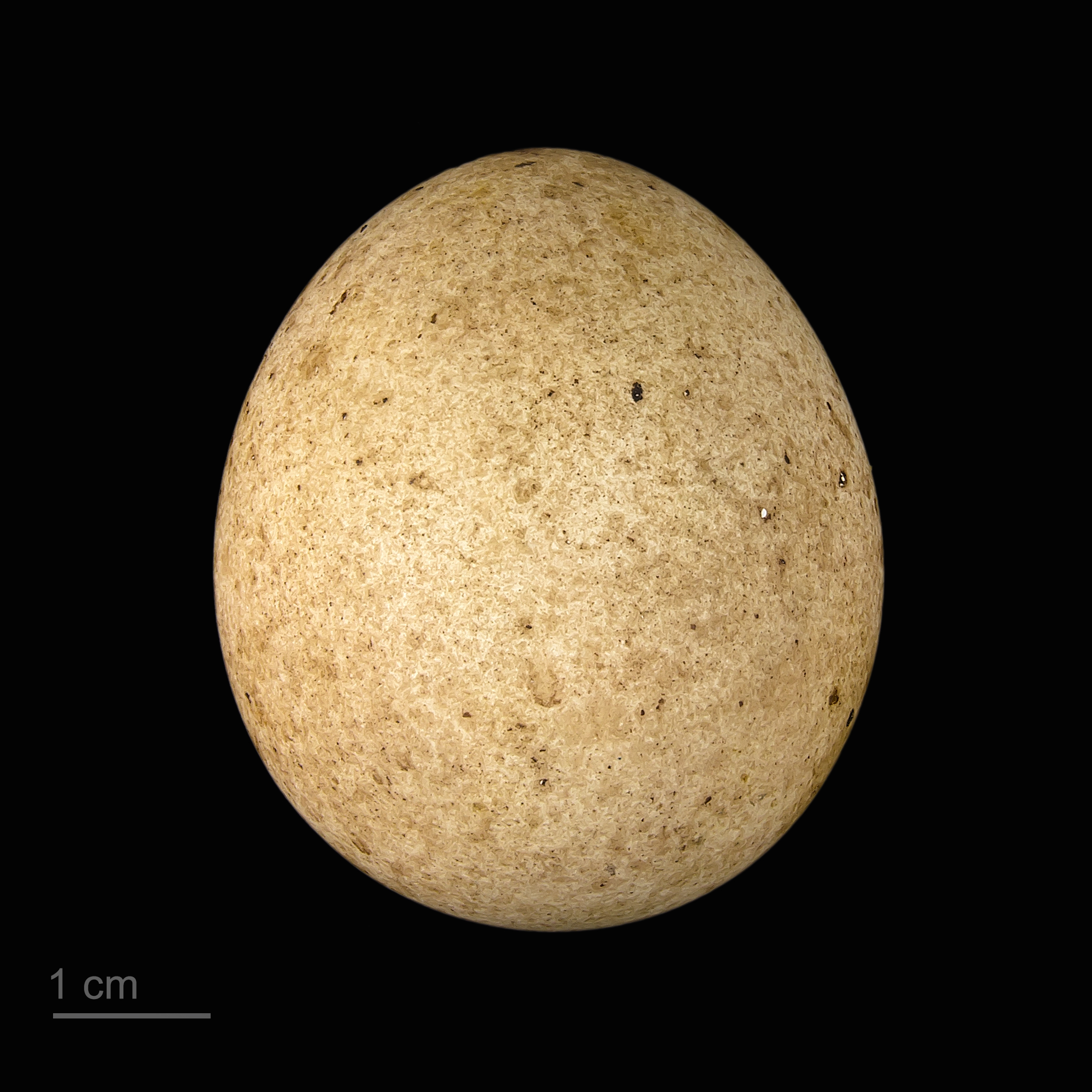
Falco eleonorae

エレオノラハヤブサ（学名：Falco eleonorae）は、鳥綱ハヤブサ目ハヤブサ科ハヤブサ属に分類される鳥。

## 分布
春夏は地中海周辺などに分布し、雛育てを終えたら、秋に１万キロメートル近く離れたマダガスカル島、モザンビーク、タンザニアなどまで移行し、越冬する（ただしく、南半球の春夏を過ごす）。名前は14世紀のサルデーニャ島のジュディカート（’’Giudicato di Arborea’’、「審判による統治者」の意）であったアルボレーア国の妃エレオノーラ・ダルボレア（Eleonora d'Arborea）に由来する。